# Katalinić
Katalinić je hrvatsko prezime, najvećim dijelom rasprostranjeno na području Senja, Trogira i Splita. U Hrvatskoj danas živi oko tisuću Katalinića u oko 450 domaćinstava. Katalinići su prisutni u svim hrvatskim županijama, u ukupno 97 općina i 149 naselja, pretežito u urbanim sredinama (65%). Danas ih najviše živi u Zagrebu (200), Rijeci (120), Senju (80), Zadru (70) i u Splitu (45).
Jedno brdo na čileanskom dijelu Antarktike se zove Katalinić, u spomen na hrvatskog iseljenika s prezimenom Katalinić.

## Poznate osobe s prezimenom Katalinić
- Ante Katalinić (mariolog) (r. 1916.) - hrvatski bogoslov, teološki pisac i mariolog
- Ante Katalinić (veslač) (1895. – 1981.) - hrvatski veslač i olimpijac
- Frane Katalinić (1891. – 1976.) - hrvatski veslač i olimpijac
- Ivan Katalinić (r. 1951.) - hrvatski nogometni trener i bivši nogometni vratar i reprezentativac
- Palma Katalinić (1927. – 2013.) - hrvatska spisateljica za djecu
- Petar Katalinić (1844. – 1922.) - hrvatski poduzetnik, političar i narodnjak
- Rikard Katalinić Jeretov (1869. – 1954.) - hrvatski pjesnik
- Šimun Katalinić (1889. – 1977.) - hrvatski veslač i olimpijac
- Vinko Katalinić "Vicko" (1857. – 1917.) - hrvatski poduzetnik, političar i splitski načelnik

## izvori
1. ↑  Prezime Katalinić - imehrvatsko.net
2. ↑  Ljubetić, Jerko. 19. ožujka 2003. Hrvati u Čileu žive i u literaturi. Slobodna Dalmacija. Inačica izvorne stranice arhivirana 23. ožujka 2013. Pristupljeno 29. svibnja 2021.

## Vanjske poveznice
- Prezime Katalinić - imehrvatsko.net (hrv.)